# Szabó Árpád (földrajzi író)
Szabó Árpád (Szilágynagyfalu, 1952. március 26. –) erdélyi magyar pedagógus, földrajzi és honismereti író.

## Életútja
A szilágysomlyói Simion Bărnuţiu Líceumban érettségizett (1971), majd Aradon elvégezte a meteorológiai szaktechnikumot is (1973), később a Babeș–Bolyai Tudományegyetemen földrajz–orosz szakos tanári diplomát szerzett (1980). Előbb hidrológus volt Székelyhídon (1974–76), majd földrajzot tanított Zilahon (1980–83). Azután újra hidrológusként dolgozott (1983–90), 1990 óta ismét tanár Zilahon az 1. sz. Általános Iskolában, óraadó tanár a tanítóképzőben és 1991-től a Református Kollégiumban.

## Szakírói munkássága
Természetismereti írásai 1979-től jelennek meg A Hétben, 1990-től a Szilágysági Szó, Szilágyság, Erdélyi Gyopár, Szilágysági Vidéki Napló hasábjain. A varsolci víztárolóról írott tanulmánya az Ora Şcolii c. tájékoztató közlönyben (1992/4) látott napvilágot. Magyar nyelvű cikkei újabban főleg A Hétben és a Szilágyságban jelennek meg.
Az Erdélyi túrák c. turistakalauzban (Budapest, 2002) a Meszes-hegységet ismertette, az EKE kiadásában megjelent Múlt és jelen c. kötetben (Kolozsvár, 1996) a Meszes környéke turisztikai vázlatát írta meg, a Zilahi körkép c. háromnyelvű kötetben (Zilah, 2002) Zilah városát és környékét mutatta be.

## Társasági tagság
- Az Erdélyi Kárpát-Egyesület alapító tagja és megyei elnöke (1991)